# Lübz
Lübz – miasto w Niemczech, w kraju związkowym Meklemburgia-Pomorze Przednie, w powiecie Ludwigslust-Parchim, siedziba Związku Gmin Eldenburg Lübz.
Przez miasto przebiega droga krajowa B191.

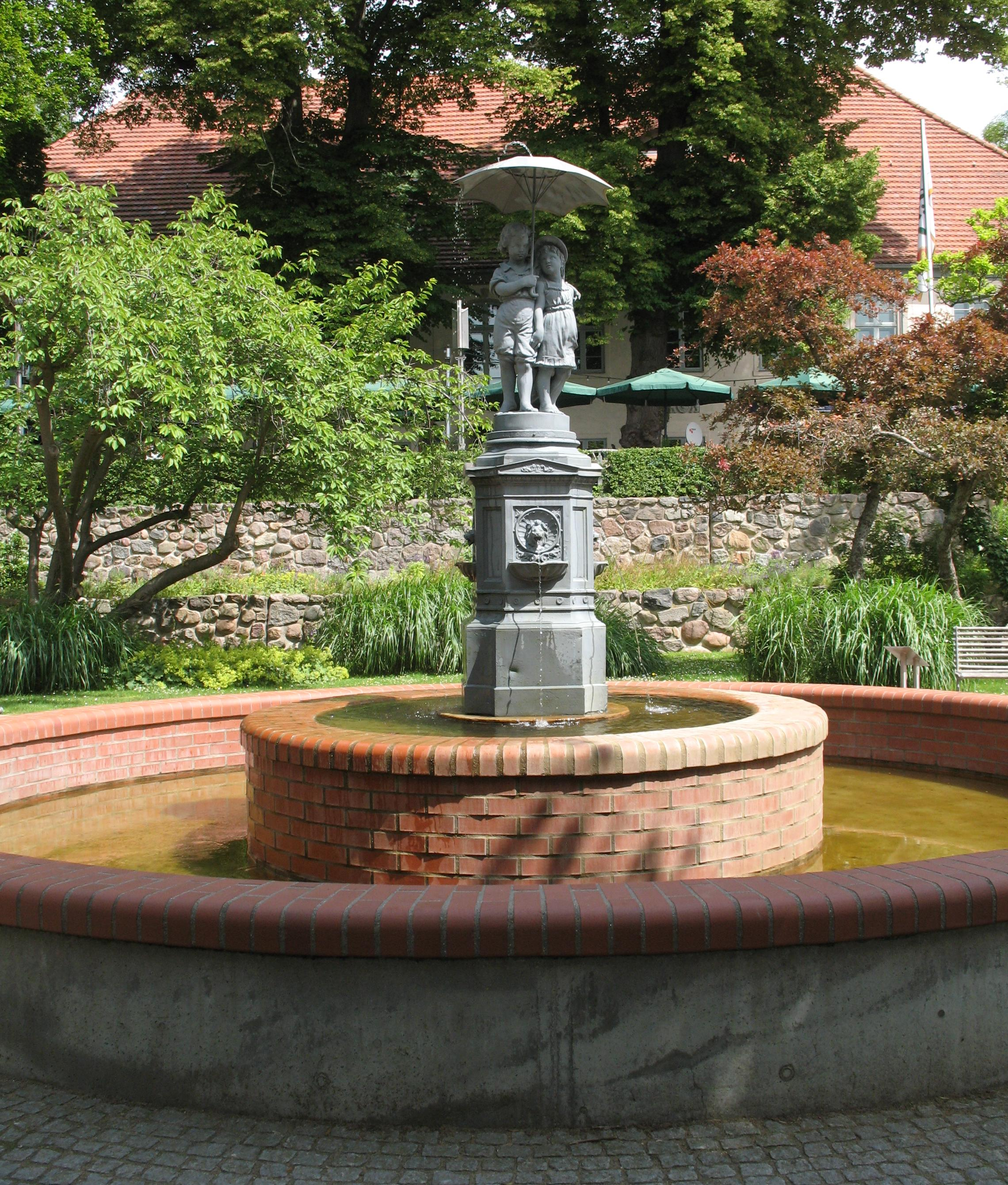
Fontanna autorstwa Christiana Genschowa

## Toponimia
Nazwa pochodzenia słowiańskiego, poświadczona źródłowo w formie Lubicz (1224), Louize/Loubze (1274), Lubizc/Lubisc/Lubetz (1317), Lubitze (1328), Lubisse (1377). Skrócona forma Lubcze (1322), Luptz (1342) w XVI wieku w wyniku przegłosu głoski u przybrała postać Lübz. Połabskie *L’ubeč jest formą odosobową, utworzoną od imienia *L’ubek.

## Historia
Podczas II wojny światowej w lutym 1945 r. przez miasto przeszedł marsz śmierci jeńców alianckich z niemieckiego obozu jenieckiego Stalag XX B.
25 maja 2014 do miasta przyłączono gminę Lutheran, która stała się automatycznie jego dzielnicą. 26 maja 2019 przyłączono do miasta gminę Gischow.

## Współpraca
Miejscowości partnerskie:
- Halstenbek, Szlezwik-Holsztyn
- Hartkirchen, Austria
- Oyama, Japonia